# Rötender Runzel-Schichtpilz
Der Rötende Runzel-Schichtpilz (Stereum rugosum) oder Runzelige Schichtpilz ist ein sehr häufiger Pilz aus der Familie der Schichtpilzverwandten (Stereaceae).

## Merkmale
Der Rötende Runzel-Schichtpilz bildet mehrjährige, vollständig bis teilweise angewachsene Fruchtkörper (resupinat bis effus-reflex). Er bildet dabei oft große zusammenhängende Beläge. Die Oberfläche (Hymenium) ist uneben, weißlich oder blass ocker bis rötlichgelb gefärbt. Bei feuchter Witterung nimmt es eine gräuliche bis rußbräunliche Farbe an und ist runzelig bis rau. Im feuchten Zustand verfärbt sich der Pilz bei Druck und Verletzung blutrot.
Jährlich wächst eine neue Fruchtschicht auf der jeweils älteren. Dieser Vorgang kann zehnmal und mehr stattfinden. Durch diesen Zuwachs können die Fruchtkörper bis zu vier Millimeter dick werden. Die äußere Zuwachskante ist deutlich heller gefärbt. Abstehende Teile bilden sich vor allem an vertikalen Substratabschnitten aus, wo der Pilz ein bis zwei Zentimeter frei liegen kann. Diese Stellen sind konzentrisch gezont und von lederiger bis holzartiger Konsistenz. Die Oberseite ist bräunlich bis fast schwärzlich gefärbt und weist einen flüchtigen Filz auf, der im Alter verschwindet.
Das Sporenpulver ist weiß und amyloid. Die Sporen selbst sind fast zylindrisch geformt, glatt und messen 6–9 (12) × 2,5–3,5 Mikrometer.

## Artabgrenzung
Der Rötende Runzel-Schichtpilz ist durch den geschichteten Aufbau und das Röten der Fruchtschicht gekennzeichnet. Ähnlichkeit besitzt der Blutende Nadelholz-Schichtpilz (Stereum sanguinolentum). Er ist meist etwas dünnfleischiger, bildet deutlichere Hutkanten und wächst praktisch ausschließlich an Nadelholz. Der Zottige Eichen-Schichtpilz (Stereum gausapatum) besitzt eine stärker filzig-zottige Oberseite und bevorzugt Eichen.

## Ökologie
Der Rötende Runzel-Schichtpilz ist in den meisten Arten der Laub- und Mischwälder zu finden. Bevorzugt werden dabei Buchenwälder, gefolgt von Eichen-Hainbuchen- und Eichen-Mischwäldern. Der Pilz besiedelt vor allem lagernde Holzteile, stehende oder liegende Stämme, noch ansitzende oder bereits herabgefallene Äste. Diese befinden sich zwischen der Initial- und der Finalphase der Zersetzung. Als Substrat dient in erster Linie Hasel, gefolgt von Rotbuche, Eichen und Erlen. Sehr selten wird Nadelholz besiedelt. Oftmals tritt der Pilz in großer Zahl und auch großflächig auf.

## Verbreitung
Der Rötende Runzel-Schichtpilz ist in der Holarktis, in Australien und in Neuseeland verbreitet. Neben Nordamerika und Europa ist er so in großen Teilen Asiens anzutreffen. In Europa ist er submeridional bis boreal anzutreffen. Das Gebiet reicht von Spanien und Italien über ganz West-, Mittel- und Nordeuropa; auch auf den Kanarischen Inseln, Madeira und den Azoren kann der Pilz angetroffen werden. In Deutschland ist er von der Küste und den Inseln bis zum Hochrhein und zu den Alpen dicht verbreitet.